# Stejar

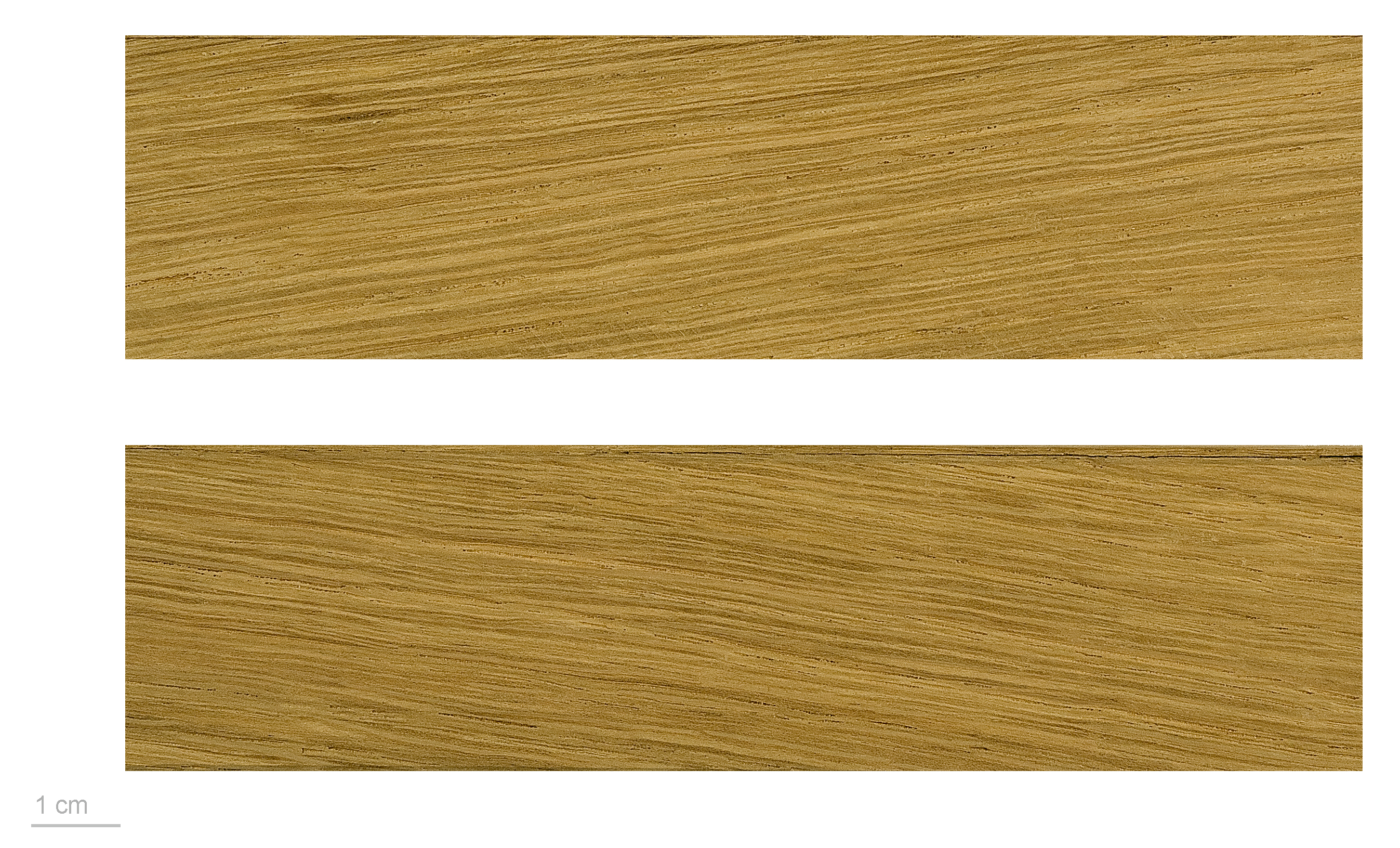
Quercus robur

Stejarul (Quercus robur L., Sin.: Quercus pedunculata Hoffm.), de asemenea numit și stejar pedunculat, este un arbore din zona temperată, înalt, cu ramuri puternice, noduroase, coroană largă și bogată. Scoarța stejarului este de culoare brun-negricioasă, aspră, adânc brăzdată, adăpostind adesea o micro-faună activă (în special furnici și anumite specii de gândaci). Frunzele sunt lobate, cu 4-8 perechi de lobi. Pețiolul este scurt (4–8 cm). Stejarul înflorește în luna mai. Fructul este o achenă denumită ghindă. Se întâlnește mai ales la câmpie și în zonele colinare, foarte rar la deal. În afară de pădurile curate de stejar, numite stejărete, stejarul se găsește și în amestec cu alte foioase, în așa-numitele păduri de șleau.
Este răspândit în Europa, Asia Mică și alte câteva zone asiatice, Africa de Nord. În trecut era mult mai răspândit, de multe ori în amestecuri cu fagul și alte foioase.

## Etimologie
Termenul stejar este probabil de origine tracică. În trecut lingviștii români i-au atribuit, eronat, origine maghiară sau bulgărească, însă Dimitrie Cantemir îl menționează în Descriptio Moldaviae (Descrierea Moldovei) ca fiind un cuvânt inexistent în maghiară sau bulgară.

## Utilizarea stejarului

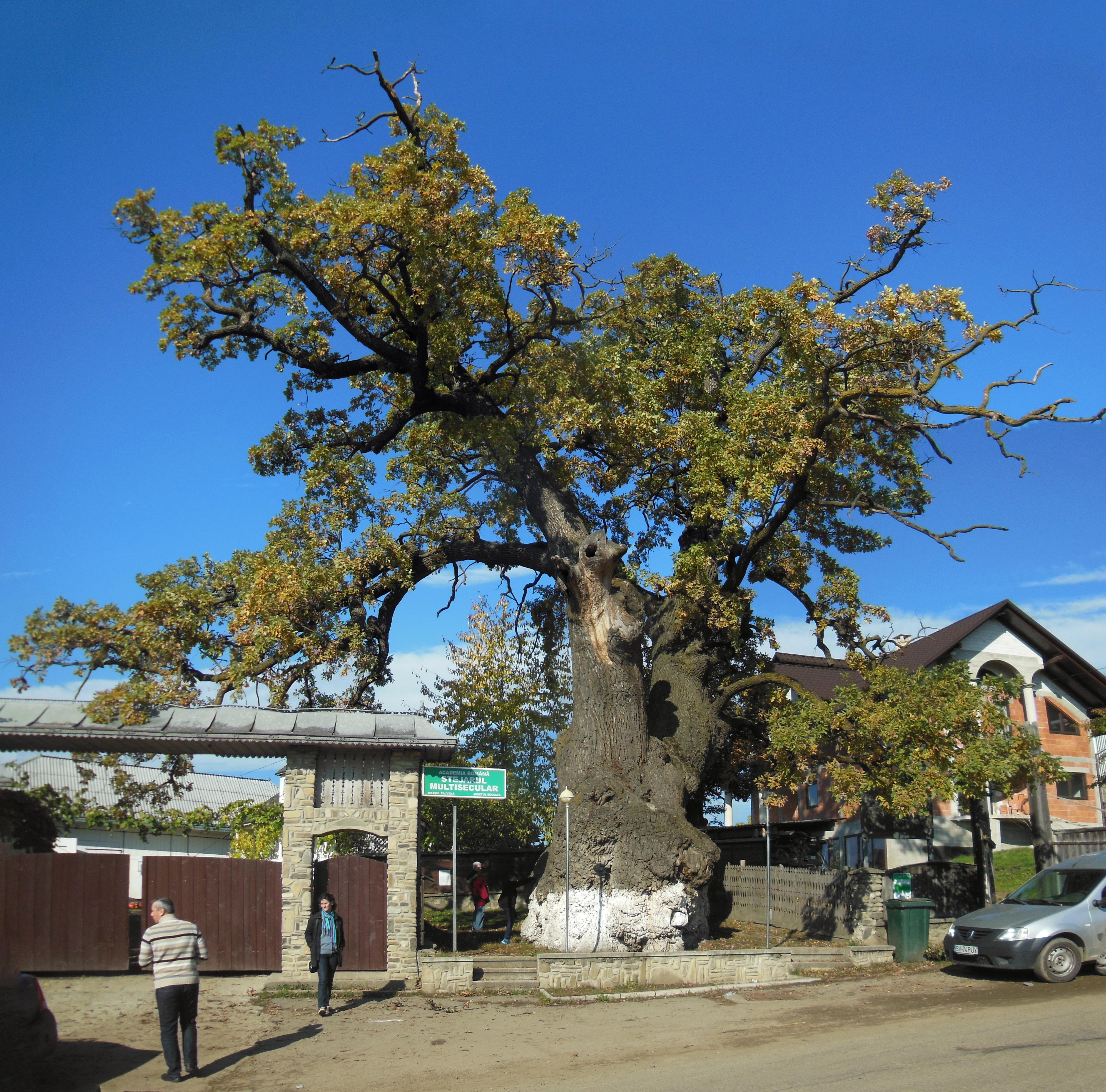
Stejarul multisecular din Cajvana

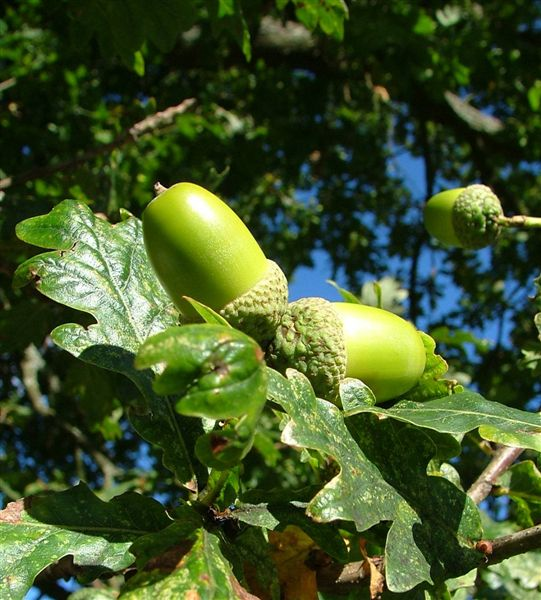
Ghindă

Ghinda a fost folosită de-a lungul timpului atât la hrana porcilor, fiind foarte apreciată și de mistreți, alături de jir, cât și la confecționarea de coliere și păpușele pentru copii, și chiar la unele piese de mobilier sau "bibelouri" rustice.
Scoarța de stejar este folosită din antichitate în tăbăcărie, deoarece conține mari cantități de tanin foarte eficienți în prelucrarea pielii.
Lemnul de stejar este lemn prețios, de calitate superioară, mai ales dacă este uscat corespunzător. Lemnul de stejar uscat natural, având peste 12 ani vechime, este scump, fiind folosit pentru mobilă de lux, iahturi de lux, construcții de lux etc. Aproape două secole traversele de stejar au fost folosite cu mult succes în dezvoltarea căilor ferate, doar recent începând înlocuirea lor conform noilor tehnologii de transport. Lemnul de stejar se folosește pe scară largă în construcțiile de lemn sau mixte, iar în industria mobilei, acolo unde nu se găsește, este una din principalele varietăți imitate, alături de nuc și cireș.

## În mitologie
În mitologia slavă, stejarul era considerat arborele adevărului. Se credea că primul bărbat a apărut din acest arbore. Din carnea mistreților, care se hrănesc cu ghindă, ar fi luat naștere preoții, lideri spirituali ai vechilor slavi.

## Proprietăți terapeutice
Stejarul (Quercus robur) reprezintă un arbore a cărui scoarță este utilizată în terapeutica naturistă. Scoarța de stejar are proprietățile de: antiseptic al florei microbiene, cicatrizant, hemeostatic și ajută la tratarea și vindecarea hemoroizilor, hemoragiilor uterine, leucoreei, afecțiunilor stomacului, leziunea anusului, afecțiunilor intestinelor, transpirației picioarelor.
Ceaiul preparat din scoarță de stejar este considerat un remediu natural în vindecarea: diareei, hemoragiilor, hemoroizilor (aplicarea de comprese), reduce scurgerile vaginale, combate constipația ce are drept cauza hemoroizii (infuzie preparată din scoarță de stejar, amestecată cu flori de mușețel și semințe de in).

## În România
Cel mai bătrân stejar din România are aproape 900 de ani și se află în Cajvana, Suceava și este și cel mai bătrân stejar din sud-estul Europei.